# Silvio Camboni
Silvio Camboni (ur. 4 września 1967 w Santadi) – włoski rysownik.

## Kariera
Urodzony w Santadi, w prowincji Cagliari, 4 września 1967 roku, kiedy jeszcze był studentem architektury, rozpoczął pracę jako kreślarz w Walt Disney Italia w 1988 roku, zadebiutował na Topolino nr 1778, a także opublikował w innych gazetach Disney takie jak MM, XMickey, Minnie, Donald Duck, Paperfantasy, Topomistery, Alergia potworów.
Realizacja trójwymiarowych kreskówek i filmu w trójwymiarowej grafice komputerowej, przeznaczonych do obiegu amerykańskiego kina dynamicznego. Z Bepi Vigna tworzy w 1999 r. Postać Baby Legs, której publikuje opowieść w książce nr 50 of Legs Weaver autorstwa Sergio Bonelli Editore
Ukończył w 1985 roku w Szkołę Sztuki w Cagliari, a ukończył architekturę na Politechnice w Mediolanie w 1993 roku.
W 1996 roku stworzył Premio Lo Scultone. W 1998 roku był jednym z założycieli Szkoły Sardyńskiej, szkoły rysunkowej w Cagliari, gdzie wykładał komiks i ilustrację. W 2001 roku rozpoczął współpracę we Francji z komiksem wydanym przez Source / La Sirène, Le Vin Illustré en Bandes dessinée; następnie w 2002 r. Le Foot Illustré en Bande Dessinée. Od 2004 roku współpracuje z Les Humanoides Associés, ważnym francuskim wydawnictwem, dla którego zaprojektował serię Gargouilles, opartą na tekstach Denis-Pierre Filippi. Od 2005 roku współpracuje z belgijskim wydawnictwem Dupuis, dla którego projektuje komiksową serię Nefesis z tekstami Denis-Pierre Filippi. Od 2009 roku współpracuje z francuskim wydawnictwem Vents d’Ouest z grupy Glènat, dla której projektuje komiksowy serial Willy Wonder, oparty na tekstach Francesco Artibaniego. W 2011 roku kolejna seria zaczyna się od tego samego wydawnictwa, Le Voyage Extraordinaire, trylogii tekstów Denis-Pierre Filippi. W 2014 roku kontynuowana jest saga Gargouilles, z pierwszą serią One Shots, w której wciąż występuje młody magik Gregoire, zatytułowany Les mondes cachés – l’arbre-foret, któremu towarzyszą nowe postacie, borykające się z nowymi przygodami i zmieniającymi się sytuacjami, po raz kolejny z Les Humanoides Associés. W 2015 roku saga wyjątkowego Le Voyage kontynuuje nową trylogię Les îles Mysterieuses, zawsze z Denis-Pierre Filippi do słów, Gaspard Yvan do kolorów i dla wydawcy Vents d’Ouest. Od 2015 roku przygotował kilka okładek do magazynów Disneya wydanych przez IDW Comics w USA. Od 2015 roku tworzy komiksy z postaciami Disneya do publikacji Egmont w Kopenhadze. Jest autorem i dyrygentem różnych audycji radiowych (La Gaggetta Show, Semi-arbuz i It’s Different!) Na Radiolinie i różnych programach telewizyjnych (La Gaggetta Show, Sports Club na trybunach, It’s Different!, Bagaż kabinowy i Test Tubes) na Videolina. Tworzy i koordynuje różne satyryczne wstawki dla Unione Sarda: Gaggetta dello Sport, oficjalny Gaggetta, Unione Satira, które wykorzystują współpracę wielu humorystycznych i satyrycznych autorów na poziomie międzynarodowym, w tym Bruno Olivieri, Corrado Mastantuono, Piero Tonin, Lele Corvi, Salvagnini i Intini, Lido Contemori, Frago Comics, Mazza, Alessio Coppola, Andrea Pecchia, Fabrizio Lo Bianco, Gianni Allegra, Deco, Roberto Totaro.

## Dzieła

### Komiksy
- Od 1989 r. Tworzy liczne opowiadania dla Disneya (Walt Disney Italy, Panini, Egmont, IDW)[4]
- 1998 odcinek z postacią Bone Jeffa Smitha w tekstach autorstwa Tito Faraci, wydany przez wydawcę Macchia Nera
- Le vin illustré en bandes dessinées. Ed. Source / La sirène
- Le foot ilustré en bandes dessinées. Ed. Source / La sirène
- Gargouilles T2 (La clé du temps). Ed. Les Humanoides Associés, 2004[5]
- Gargouilles T3 (Les Gardiens). Ed. Les Humanoides Associés, 2005[6]
- Gargouilles T4 (Phidias). Red. Les Humanoides Associés, 2007[7]
- Gargouilles T5 (Le double maléfique). Ed. Les Humanoides Associés, 2008[8]
- Gargouilles T6 (Le libre des magages). Red. Les Humanoides Associés, 2009[9]
- Gargouilles T7 (La dernière porte). Red. Les Humanoides Associés, 2012[10]
- Nefesis T1 (Resurrections). Ed Dupuis, 2006[11]
- Nefesis T2 (Nemenes, roi maudit d’Aboucinti). Ed Dupuis, 2007[11]
- Willy Wonder T1 (The clan du Panda Cruel). Ed. Vents d’Ouest / Glenat, 2011[12]
- Le Voyage Extraordinaire – Le trophée Jules Verne T1. Ed Vents d’Ouest / Glénat, 2012 – Prix BD d’Aventures CE EPIC SNCF[13]
- Le Voyage Extraordinaire – Le trophée Jules Verne T2. Ed. Vents d’Ouest / Glénat, 2013[14]
- Le Voyage Extraordinaire – Le trophée Jules Verne T3. Ed Vents d’Ouest / Glénat, 2014 – Prix du public France 3 na festiwalu de la Bordeaux d’Alpe d’Huez[15]
- Les Mondes cachés T1 (L’arbre-forêt). Ed. Les Humanoides Associés, 2015[16]
- Le Voyage Extraordinaire – Les ȋles mystérieuses T4. Ed Vents d’Ouest / Glénat, 2016 – Prix Graphique Actusf de l’Uchronie 2016[17]
- Les Mondes cachés T2 (La confrérie secrète). Ed. Les Humanoides Associés, 2016[18]
- Le Voyage Extraordinaire – Les ȋles mystérieuses T5. Ed Vents d’Ouest / Glénat, 2017
- Mickey et l’océan perdu – Ed Glénat, 2018

### filmy dokumentalne
- W 2006 roku nakręcił animowany film krótkometrażowy Po trzydziestu latach wcześniej[19][20].
- W 2007 roku nakręcił scenariusz do filmu dokumentalnego Tre anime, podróż do europejskiego projektu Interreg.
- W latach 2012–2014 był autorem kreskówek Mosca[21], W la neve i Santa Notte w kontekście DVD z serii I Cartoni dello Zecchino d’Oro, koprodukcji RAI i Antoniano.